# Citibank (Argentina)
Citibank Argentina también conocido como Citi es un banco comercial que opera como una subsidiaria de propiedad total de Citigroup, con sede en Nueva York. Sus operaciones bancarias son las décimas más grandes de Argentina. En octubre de 2016, Citibank llegó a un acuerdo para vender sus operaciones de banca minorista en Argentina a Banco Santander.
En la actualidad la entidad continua operando en el país como banco exclusivamente mayorista, es decir atendiendo únicamente a empresas y corporativos. En 2025, el banco anuncio el cierre de su sucursal Santa Fe.

## Historia
Citibank Argentina se estableció como la filial en Buenos Aires del National City Bank de Nueva York (Citibank) y el primer banco estadounidense en Argentina. El banco siguió siendo un nombre secundario en la banca argentina; pero ganó reconocimiento por la calidad de sus servicios: su red de procesamiento de pagos Paylink lo convirtió en el primer banco de Argentina en obtener una certificación ISO 9000 (1997), y en 2002, Citiservice y Citiphone Banking le otorgaron a la institución una certificación ISO 9002. La empresa ha patrocinado una serie de programas locales para fomentar la lectura entre los niños.
De origen neoyorquino, Citibank, seleccionó a la Argentina en el año 1914 como destino para establecer su primera sucursal fuera de los Estados Unidos. Con un enfoque estratégico orientado a la competitividad, la entidad bancaria se dirigió hacia el segmento de la población de clase media alta, brindando sus servicios a través de una red que abarcaba más de 70 sucursales.
Desde su llegada al país, la entidad ha mantenido una trayectoria histórica como pionero en el sector financiero argentino, desempeñando un papel significativo en la prestación de servicios bancarios a una amplia gama de clientes. Esta decisión de establecerse en Argentina representó un hito importante en la expansión internacional del banco, consolidando su presencia y contribuyendo al desarrollo del sistema financiero en el país.

### Adquisición de la banca minorista de Citibank por parte de Santander
En 2016, Santander concreto la adquisición de la banca minorista de Citibank Argentina, lo que implico la integración de aproximadamente 500.000 nuevos clientes y 70 sucursales a su actual red, que ya contaba con 2,7 millones de clientes y 401 sucursales, consolidando su posición como uno de los principales bancos privados del país. 
En aquel entonces, Santander se encontraba inmerso en la ejecución de su plan de inversión 2016-2018, con una cifra cercana a los $20.200 millones destinados a la implementación de nueva tecnología. Este enfoque estaba dirigido a mejorar la calidad de sus servicios para los clientes, así como a llevar a cabo la modernización de sus sucursales.

"El acuerdo para adquirir la red minorista del Citi en la Argentina ratifica en los hechos la visión positiva que tenemos sobre el futuro país en los próximos años, Estamos seguros que el sistema financiero argentino será un pilar estratégico de la Argentina que viene. Más crédito es más inversión. Y más inversión es más crecimiento y más oportunidades de empleo y desarrollo para los argentinos"
 Enrique Cristofani, Presidente de Banco Santander Argentina

## Polémicas y controversias

### Suspensión de Citibank Argentina en el mercado de valores argentinos en 2015
El 27 de marzo de 2015, la Comisión Nacional de Valores (CNV) había emitido un comunicado oficial informando la suspensión de las operaciones de Citibank Argentina en el mercado de capitales del país. Esta medida se llevó a cabo a raíz de un acuerdo firmado por la entidad bancaria con fondos de inversión demandantes en la causa NML contra la República Argentina, en proceso en el juzgado del Juez Griesa. Según la CNV, Citibank Argentina no actuó conforme a la legislación vigente en Argentina en relación con este acuerdo.
La acción tomada por la CNV se encontraba respaldada por el artículo 141 de la Ley de Mercado de Capitales, el cual señala que se puede intervenir en situaciones de grave peligro e incertidumbre para los tenedores de bonos de deuda reestructurada. En este caso particular, la preocupación radicaba en los tenedores de Bonos PAR regulados por la Ley Argentina y pagaderos en dólares, cuyo vencimiento estaba programado para el 31 de marzo del mismo año.
Tras el anuncio del entonces ministro de economía, Axel Kicillof, durante una conferencia de prensa, se desencadenó la medida adoptada por el envío de cartas a la CNV, al Banco Central de la República Argentina y a la Inspección General de Justicia. Estas cartas solicitaban un análisis exhaustivo sobre el acuerdo realizado por la entidad financiera con los bonistas reestructurados, al considerarlo "contrario a la legislación argentina".
El 5 de mayo de 2016, la CNV dejó sin efecto la medida.

### Denuncias de Luis Balaguer
En su web personal, el periodista Luis Balaguer presentó su libro Citibank vs Argentina, donde se constató numerosas denuncias contra Citibank y su propietario, Raúl Moneta, vinculadas con la corrupción en la Argentina (y describe también la corrupción generalizada en el país en muchos casos), y en particular en la Provincia de Mendoza.

## Sede
Su sede, el Edificio Citibank Argentina, anteriormente llamado Edificio National City Bank of New York, se ubica en el microcentro porteño fue proyectado en 1928 e inaugurado en 1929. Posee quince plantas y una altura de setenta metros. Con el cambio de nombre a Citibank Argentina el edificio también cambió de denominación.